# Creu del Joncar
La Creu del Joncar és una creu de terme del municipi de Begues (Baix Llobregat) inclosa en l'Inventari del Patrimoni Arquitectònic de Catalunya.

## Descripció
Es tracta d'una creu de ferro de tipologia llatina amb els braços que presenten els extrems patats, lleugerament convexos. Resta encastada en un volum de pedra, de planta octogonal, a manera de taula d'altar. Actualment a la zona de la creuera, als angles dels braços, presenta uns motius decoratius de forja que no formen part de la composició original sinó que són un afegit posterior al 1950.

## Història
Originalment la creu estava situada a l'encreuament del camí Ral amb l'antic camí de l'església de la Rectoria. Al desaparèixer aquest camí a l'església, entorn els anys 30, la creu va ser traslladada uns metres fins a l'encreuament del camí Ral amb la nova carretera de Gavà. Antigament era lloc de parada obligada en els enterraments per fer un cant de les absoltes.